# Secese v Paříži

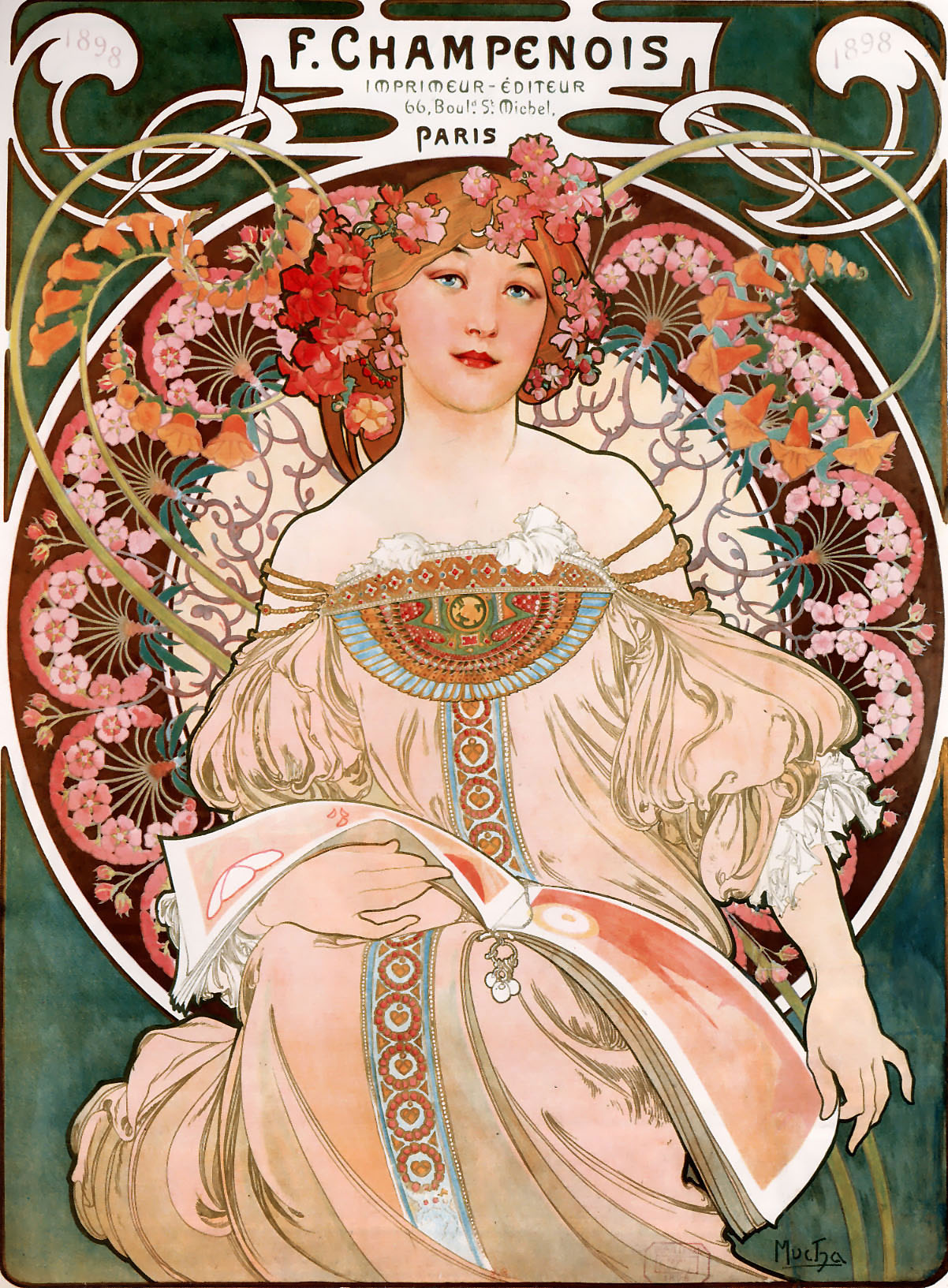
Alfons Mucha: plakát pařížského nakladatelství F. Champenois (1897)

Secese v Paříži má významné zastoupení v architektuře tohoto města. K nejznámějším projevům stylu patří vstupy do pařížského metra od architekta Hectora Guimarda.

## Historie
Paříž není secesní architekturou tak proslavená jako např. města Nancy a jeho významná secesní škola nebo Brusel se svými secesními paláci Victora Horty, nicméně je přesto bohatá na secesní architekturu. Francouzský termín pro secesi "art nouveau" (nové umění) byl ostatně odvozen od obchodu obchodníka s uměním Samuela Binga (1838-1905) otevřeného v Paříži v roce 1895 v ulici Rue Chauchat č. 19.
Secese je přítomna ve městě v rozmanitých podobách. Tento styl se projevil a dochoval v interiérech slavných restaurací (např. Maxim's, Julien nebo La Fermette de Marbeuf), na některých hrobech na hřbitově Père Lachaise, u výstupů z metra, výkladních skříní obchodních domů i na dobových inzertních plakátech. Nelze opomenout ani architektonické prvky na fasádách bytových domů, vil a dalších staveb, které se nacházejí ve většině pařížských obvodů. Z let 1896-1900 pochází Pont Alexandre III.
Tvůrci secesní architektury v Paříži byli mnozí všeobecně uznávaní umělci. Nejznámějším a nejplodnějším architektem byl Hector Guimard, tvůrce slavných vstupů do metra, které se staly jedním ze symbolů Paříže, nebo Jules Lavirotte, mj. autor hotelu Céramic. Zatímco Guimard byl velmi aktivní v 16. obvodu, Lavirottovy stavby se nacházejí převážně v 7. a 8. obvodu. Mnoho domů obdrželo ocenění v Soutěži fasád města Paříže.
V grafickém umění se proslavil český malíř Alfons Mucha, který žil v Paříži v letech 1887-1906 a maloval téměř výhradně ženy na plakátech nebo reklamách, obvykle pro určitou značku nebo představení pařížských kabaretů.

## Hlavní realizace (výběr)
1. obvod
- Obchodní dům La Samaritaine, Rue de Rivoli: vnější výzdoba Francis Jourdain, Eugène Grasset, Édouard Schenck a Alexandre Bigot (1903-1907)
- Vstupy do stanic metra Châtelet (Rue de Rivoli a Rue des Lavandières-Sainte-Opportune), Étienne Marcel (Rue de Turbigo), Louvre - Rivoli (Rue de l'Amiral-de-Coligny a Rue de Rivoli), Palais Royal - Musée du Louvre (Place du Palais-Royal a Rue de Rivoli) a Tuileries (Rue de Rivoli)

2. obvod
- Vstupy do stanic metra Quatre-Septembre (Rue du Quatre-Septembre a rue de Choiseul), Réaumur - Sébastopol (Rue de Palestro a Rue Réaumur) a Sentier (Rue Réaumur)

3. obvod
- Musée Carnavalet: rekonstrukce salónu z kavárny Café de Paris (Henri Sauvage, Louis Majorelle, 1899), rekonstrukce zlatnictví Fouquet (Alfons Mucha, Léon Fargues, 1901) původně umístěné na Rue Royale č. 6 a demontováno roku 1923
- Vstupy do stanice metra Temple (Rue du Temple a Rue de Turbigo)

4. obvod
- Rue du Renard č. 12, dům, E. Bauhain a R. Barbaud, 1901
- Rue Pavée č. 10, Synagoga Pavée, H. Guimard, 1913
- Vstup do stanice metra Cité (Place Louis-Lépine)

5. obvod
- Vstupy do stanice metra Saint-Michel (Boulevard Saint-Michel a Rue Saint-Séverin)

6. obvod
- Boulevard du Montparnasse č. 59, Bistrot de la Gare, Louis Trézel, 1903
- Rue de Rennes č. 140, obchod Tati, Auscher, 1904
- Boulevard Saint-Germain č. 142, restaurace La Vagenende, 1904
- Rue Racine č. 3, restaurace Grand Bouillon Chartier, Jean-Michel Bouvier a Louis Trézel, 1907
- Avenue Raymond-Poincaré č. 59, Hotel Lutetia, L. Boileau a H. Tauzin, 1910
- Rue Vavin č. 26, dům, H. Sauvage, 1912
- Vstup do stanice metra Saint-Michel (Place Saint-André-des-Arts)

7. obvod

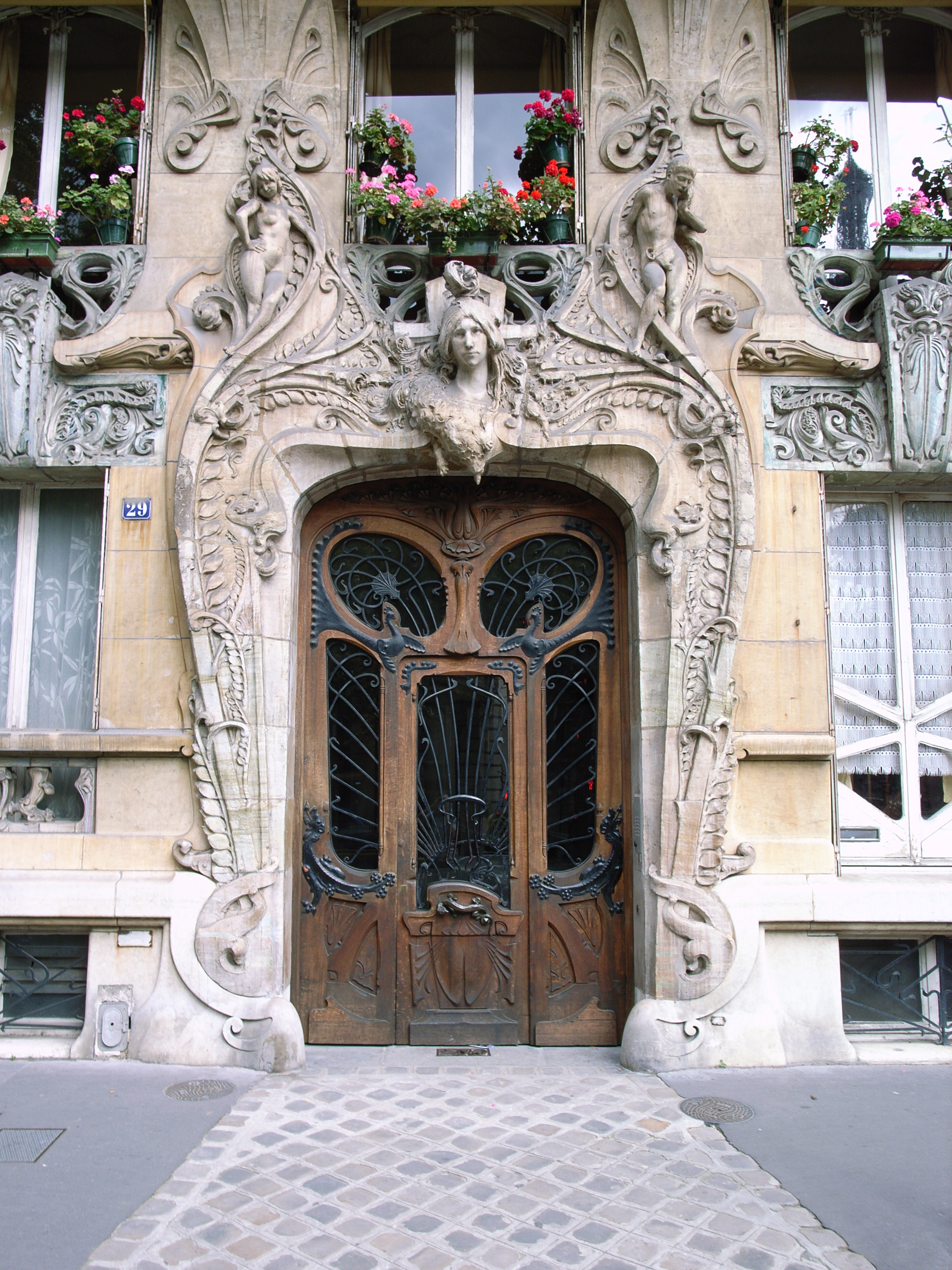
Lavirottův dům

- Avenue de Breteuil č. 37, dům, 1900
- Rue de Grenelle č. 134, dům, J. Lavirotte, 1903
- Rue de Grenelle č. 151, dům, J. Lavirotte, 1899
- Rue Sédillot č. 12, Hotel Montessuy, J. Lavirotte, 1899
- Rue Pierre Leroux č. 21 a 21bis, dvojitý dům, P. Lahire, 1907
- Rue de Lille č. 41, Maison des Dames des PTT, E. Bliault, 1905
- Square Rapp č. 3, dům, J. Lavirotte, 1899-1900
- Avenue Rapp č. 29, Lavirottův dům, J. Lavirotte, 1901
- Rue du Bac č. 94, obchod
- Square Rapp č. 4, sídlo Société théosophique, Lefranc, 1912-1915

8. obvod
- Rue des Saussaies č. 12, pekařství
- Rue Royale č. 3, restaurace Maxim's, interiér L. Marnez
- Place de la Madeleine č. 9, restaurace Lucas Carton, interiér L. Majorelle
- Rue Marbeuf č. 5, restaurace La Fermette de Marbeuf, interiér, 1898
- Avenue de Wagram č. 33, hotel Céramic, J. Lavirotte, 1904
- Avenue de Messine č. 6 a 23, městské paláce, J. Lavirotte
- Rue Saint-Lazare č. 115, pivnice Mallard, E. Niermans, 1895
- Avenue des Champs-Élysées č. 70, dům, Louis Bigaux a Koller, 1913
- Rue de Provence č. 126, obytný dům, Henri Sauvage a Louis Majorelle, 1911-1913
- Square Jean-Perrin, fontána Miroir d'eau, la Seine et ses affluents
- Vstupy do stanic metra Europe (Rue de Madrid) a Saint-Lazare (Rue de Rome a Rue de l'Arcade)

9. obvod

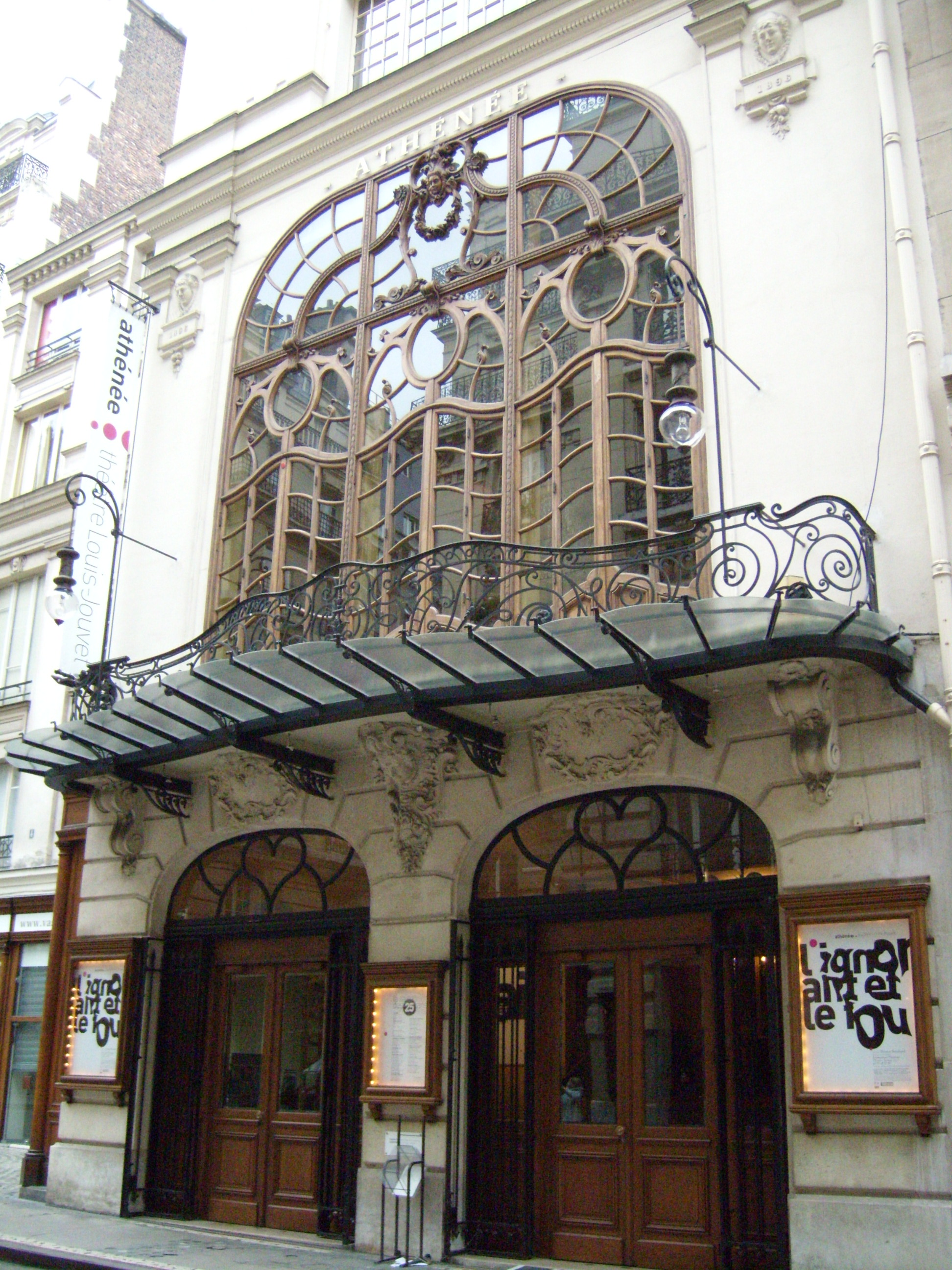
Théâtre de l'Athénée

- Rue Boudreau č. 7, Théâtre de l'Athénée, Paul Fouquiau, 1896
- Vstupy do stanic metra Cadet (Rue La Fayette a Rue Cadet) a Opéra (Rue Auber a Rue Scribe)

10. obvod
- Avenue de Versailles č. 142, dům, H. Guimard, 1903-1905
- Rue d'Abbeville č. 14, dům, A. a E. Autant, 1900
- Rue du Faubourg-Saint-Honoré č. 16, Restaurant Julien, E. Fournier, 1902-1905
- Vstupy do stanic metra Château d'Eau (Boulevard de Strasbourg), Colonel Fabien, Gare du Nord (Boulevard de Denain a Rue Lafayette) a Louis Blanc (Rue La Fayette a Rue du Faubourg-Saint-Martin)

11. obvod
- Rue Chanzy č. 9, dům, A. Champy, 1902
- Avenue Ledru-Rollin č. 116, výkladní skříň kavárny
- Avenue de la République č. 7, obytný dům, Eugène Meyer, Edgar Brandt, P. Roye, 1906-1910
- Vstupy do stanic metra Bréguet - Sabin (Boulevard Richard-Lenoir), Couronnes, Ménilmontant (Boulevard de Ménilmontant), Parmentier (Avenue Parmentier), Père Lachaise, République (Place de la République), Richard-Lenoir (Boulevard Richard-Lenoir) a Saint-Maur (Avenue de la République)

12. obvod
- Rue de Bel Air č. 12, dům, Falp
- Avenue Daumenil č. 30, dům, 1904
- Vstupy do stanic metra Bastille (Rue de Lyon), Gare de Lyon (Boulevard Diderot), Daumesnil (Place Félix-Éboué), Nation (Place de la Nation) a Picpus (Avenue de Saint-Mandé)

13. obvod
- Rue de la Glacière č. 127, dům, J. Merou
- Rue d'Italie č. 76, dům, G. Just a E. Denis, 1901
- Vstupy do stanic metra Campo-Formio (Boulevard de l'Hôpital), Place d'Italie (Place d'Italie) a Saint-Marcel (Boulevard de l'Hôpital)

14. obvod
- Rue Morère č. 23 a 23bis
- Rue Boulard č. 1, řeznictví, 1911
- Rue d'Alésia č. 108 a Rue des Plantes č. 40, dům
- Vstupy do stanic metra Denfert-Rochereau (Place Denfert-Rochereau), Mouton-Duvernet (Avenue du Général-Leclerc) a Raspail (Boulevard Raspail a Boulevard Edgar-Quinet)

15. obvod
- Boulevard Lefèvre č. 169 a 169bis, dům, H. Guimard, 1906
- Vstup do stanice metra Pasteur (Boulevard Pasteur)

16. obvod

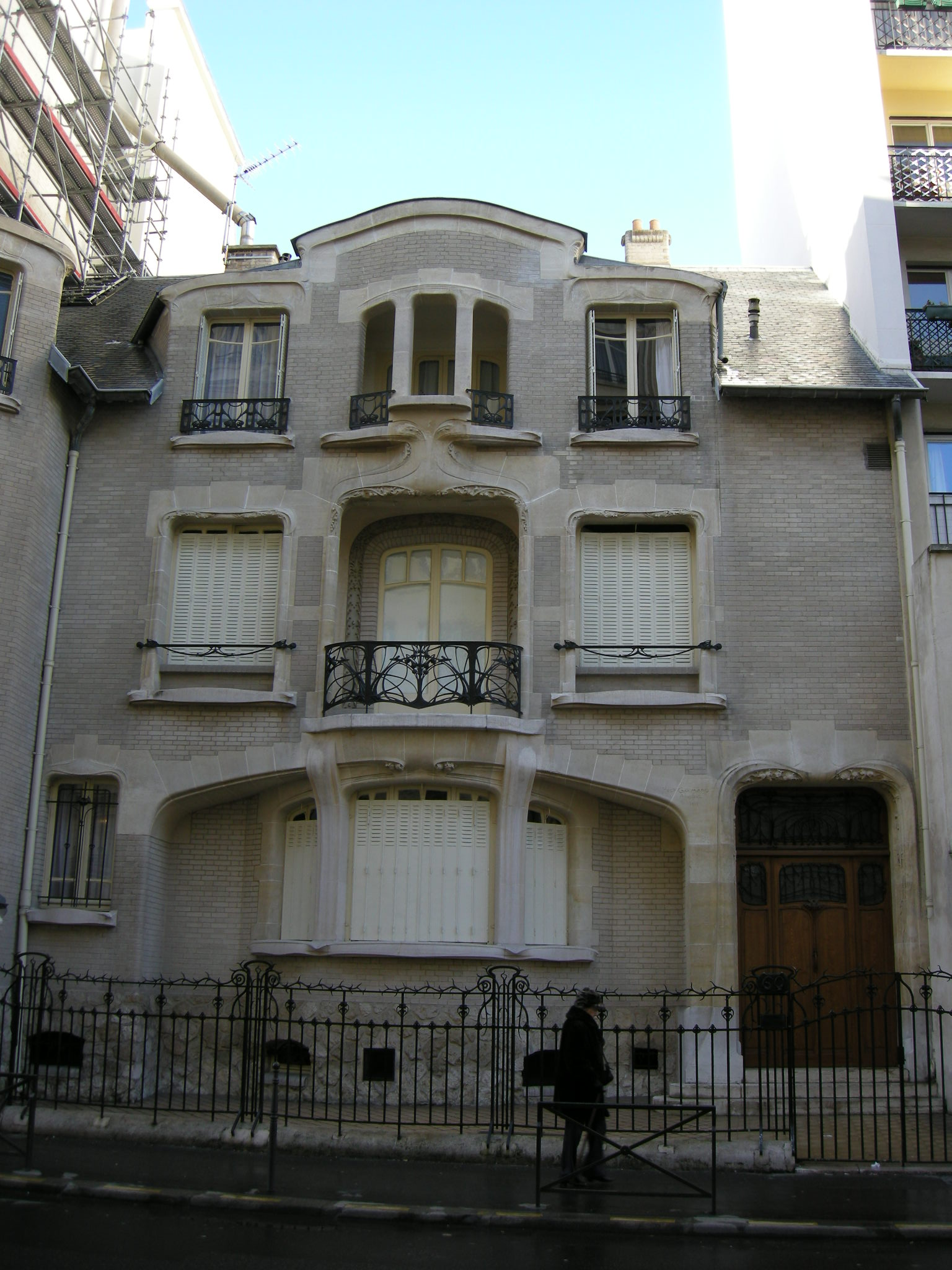
Hôtel Mezzara

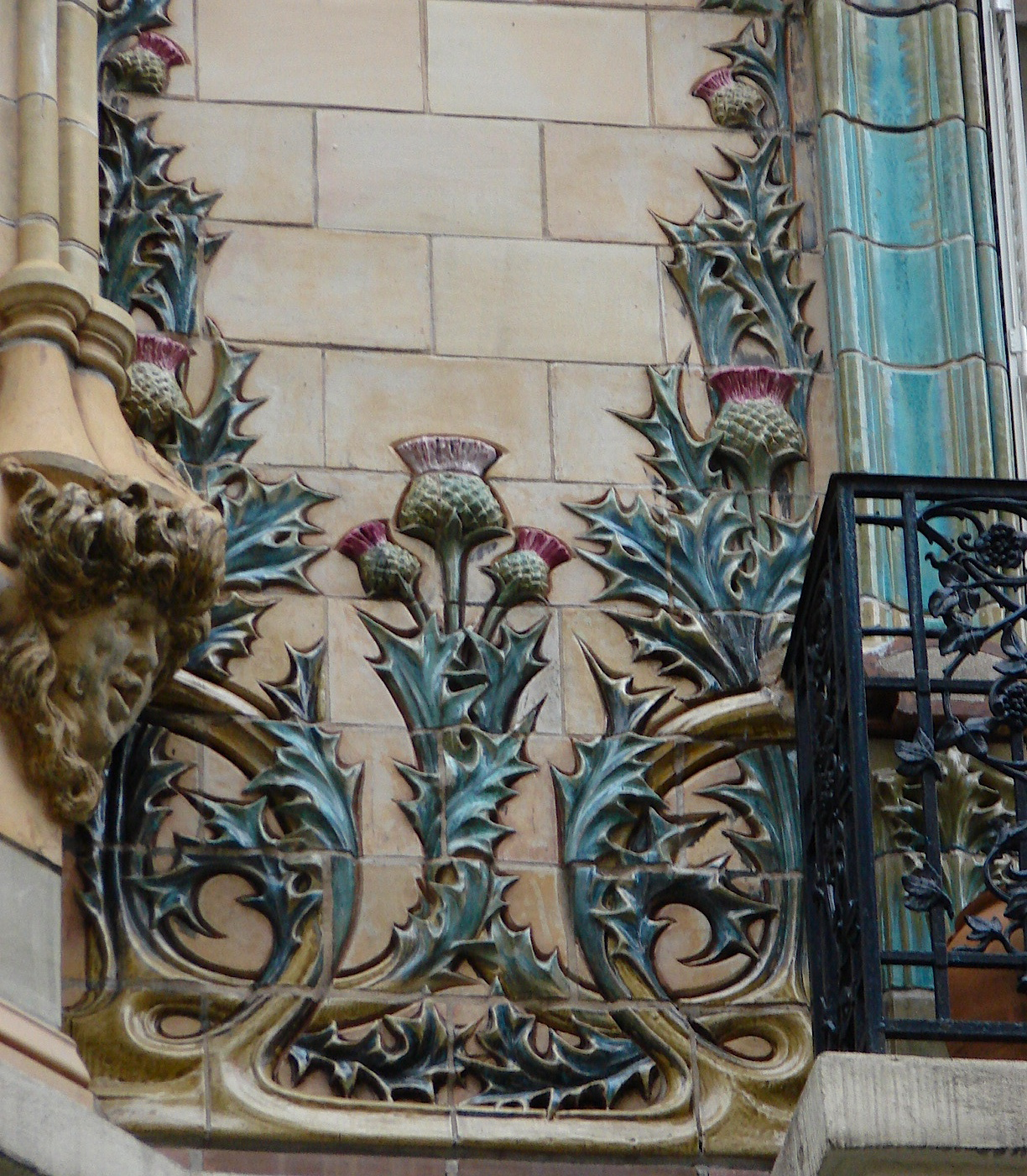
dům Les Chardons (detail)

- Rue de la Fontaine č. 14, Castel Béranger, H. Guimard, 1895-1898
- Rue de la Fontaine č. 17, 19 a 21, výkladní skříně, H. Guimard, 1911
- Rue de la Fontaine č. 60, Hôtel Mezzara, H. Guimard, 1910
- Rue de la Fontaine č. 85, dům, H. Guimard, 1905
- Rue François-Millet č. 11, dům, H. Guimard, 1909
- Avenue Mozart č. 122, Hôtel Guimard, H. Guimard, 1912
- Rue Agar č. 8 a 10, H. Guimard
- Avenue de la Frilière č. 9, École du Sacré-Cœur, H. Guimard, 1895
- Boulevard Exelmans č. 39, Atelier Carpeaux, H. Guimard, 1895
- Avenue de Versailles č. 142, dům, H. Guimard, 1903-1905
- Rue Chardon-Lagache č. 41, Hôtel Jassédé, H. Guimard, 1894
- Villa de la Réunion č. 8, Hôtel Deron-Levent, H. Guimard, 1905
- Rue Molitor č. 1, Hôtel Delfau, H. Guimard, 1894
- Rue Boileau č. 34, Hôtel Roszé, H. Guimard, 1891
- Rue de Montevideo č. 16, J.Richard, 1914
- Rue Claude-Chahu č. 9 a Rue Eugène-Manuel č. 2, dům Les Chardons, Ch. Klein, 1903
- Avenue Raymond-Poincaré č. 59, Hôtel Pauilhac, Ch. Letrosne, 1910-1911
- Rue Gros č. 43, dům
- Rue Franklin č. 25bis, dům, A. Perret, 1903
- Vstupy do stanic metra Boissière (Avenue Kléber), Chardon-Lagache (Rue Molitor a Rue Chardon-Lagache), Porte Dauphine (Avenue Foch a Avenue Bugeaud), Église d'Auteuil (Rue d'Auteuil a Rue Chardon-Lagache), Kléber (Avenue Kléber), Mirabeau (Rue Mirabeau), Porte d'Auteuil (Boulevard de Montmorency) a Victor Hugo (Place Victor-Hugo, Avenue Victor-Hugo a Rue Léonard-de-Vinci)

17. obvod
- Rue Boursault č. 62 a 64, domy, R. Simonet, 1901
- Avenue de Verzy č. 8, dům, Louis Chauvet, Maurice Coulomb, Alexandre Bigot, 1911-1913
- Vstupy do stanic metra Monceau (Boulevard de Courcelles), Rome (Boulevard des Batignolles), Ternes (Place des Ternes), Villiers (Boulevard de Courcelles) a Wagram (Rue Brémontier a Avenue de Villiers)

18. obvod
- Rue Trétaigne č. 7, dům, H. Sauvage, 1903-1904
- Rue Belliard č. 185, obytný dům, H. Deneux, 1910-1913
- Vstupy do stanic metra Abbesses (Place des Abbesses), Anvers (Boulevard de Rochechouart), Barbès - Rochechouart (Boulevard de Rochechouart), Blanche (Boulevard de Clichy), Pigalle (Boulevard de Clichy) a Place de Clichy (Boulevard de Clichy a Place de Clichy)

19. obvod
- Vstupy do stanic metra Botzaris (Rue Botzaris), Crimée (Rue de Crimée a Rue Mathis), Pré Saint-Gervais (Boulevard Sérurier a Rue Alphonse-Aulard) a Jaurès (Boulevard de la Villette)

20. obvod
- Rue des Envierges č. 43 a Rue de la Mare č. 71, výkladní skříň pekařství, 1910
- Rue Belgrand č. 10, dům, A.Champy, 1900
- Vstupy do stanic metra Alexandre Dumas (Boulevard de Charonne), Avron (Boulevard de Charonne), Gambetta (Place Martin-Nadaud) a Philippe Auguste (Boulevard de Charonne)